# 大金刚 回归
《大金剛 回歸》（官方译为，旧译）是一款由Retro工作室制作、任天堂发行的平台游戏。游戏于2010年11月12日在Wii上发行。
2013年发售了任天堂3DS版本，由怪兽游戏工作室開發，並以《大金剛 回歸 3D》命名，並追加更多關卡。
2019年7月4日發售了英伟达Shield TV版本，并且进行了官方中文化。
2025年1月16日发售任天堂Switch高清版本，由波蘭電子遊戲發行商Forever Entertainment開發，以《咚奇剛 歸來 HD》命名，首次支援繁體中文，並收錄3DS版本的關卡。

## 玩法
玩家控制了系列游戏主角咚奇剛。關卡中有各種道具，包括礦車、木桶等，協助展開冒險。玩家需要收集香蕉，運用咚奇剛的動作闖關。
雙人模式中，第二玩家使用狄狄剛遊玩。

## 反響
《大金剛 回歸》佳评如潮。GameRankings和Metacritic都给予87%的评分。
截止至2025年5月8日，《咚奇剛 歸來 HD》銷量為127萬。